# Tydfil
Tydfil (walisisch: Tudful; † um 480) war die Tochter des walisischen Stammesführers Brychan Brycheiniog, König von Brycheiniog. Sie erlitt um 480 wegen ihres christlichen Glaubens das Martyrium durch heidnische Angelsachsen. Nach ihr sind die Stadt Merthyr Tydfil in Wales und der Tydfil place in Cardiff benannt. Die heilige Tudclyd war ihre Schwester.